# 櫛引町
櫛引町（くしびきまち）は、かつて山形県東田川郡におかれていた町。2005年10月1日に、鶴岡市、藤島町、羽黒町、朝日村、温海町と合併し、鶴岡市となった。

## 地理
- 山:
- 河川:赤川
- 湖沼:

### 面積
2004年10月時点
総面積：80.18km2
- 農地：22.89km2
- 森林：38.13km2
- 宅地：2.25km2

### 隣接していた自治体
- 鶴岡市
- 東田川郡羽黒町、朝日村

### 地名
大字名の出典：

#### 旧黒川村
- 大字田代
- 大字𣗄代[注 1]
- 大字宝谷
- 大字黒川
- 大字松根
- 大字馬渡

#### 旧山添村
- 大字板井川
- 大字桂荒俣
- 大字上山添
- 大字下山添
- 大字常盤木
- 大字中田
- 大字西荒屋
- 大字東荒屋
- 大字西片屋
- 大字丸岡

#### 旧鶴岡市
- 大字三千刈

## 歴史
- 1889年（明治22年）4月1日 - 町村制施行に伴い東田川郡山添村、黒川村が成立[5]。
- 1954年（昭和29年）12月1日 - 東田川郡山添村、黒川村が合併し東田川郡櫛引村発足[6]。
- 1956年（昭和31年）1月1日 - 鶴岡市大字三千刈を編入する[7][8]。
- 1962年（昭和37年）4月1日 - 東田川郡羽黒町との境界を変更[9]。
- 1966年（昭和41年）12月1日 - 町制施行し、櫛引村から櫛引町になる[6]。
- 2005年（平成17年）10月1日 - 合併により鶴岡市となる[10]。

## 行政

### 町村長
- 佐藤良哉[11]
- 難波玉記 - 最後の町長[10]。2003年就任。

## 人口
2004年10月時点
- 人口：8,205人
  - うち65歳以上：2,270人
- 人口密度：102人/km2

2004年時点
- 出生数：48人/年
- 合計特殊出生率：1.35

## 経済
産業別の就業者数は、2000年時点では製造業が1,209人と最も多く、次に農業が905人、サービス業が792人となっていた。

### 農業
農産物の作付面積は、2004年時点では、米が1,470ヘクタール（ha）と最も多く、次に柿が135haとなっていた。同年の米の収穫量は8,140トンであった。

### 商業
商店数は2004年時点で106店、飲食店は2001年時点で17店あった。

### マスメディア
ケーブルテレビ局
- 櫛引ケーブルテレビジョン（現・鶴岡市ケーブルテレビジョン）

## 教育
小学校
2004年度時点では、全校合わせた学級数は29組、児童数は529人であった。
- 櫛引西小学校
- 櫛引南小学校
- 櫛引東小学校
  - 𣗄代[注 1]分校

中学校
- 櫛引中学校

高等学校
- 山形県立山添高等学校

## 交通

### 道路
- 高速道路
  - 山形自動車道櫛引PA
- 一般国道
  - 国道112号
- 都道府県道
  - 山形県道44号余目温海線

### 路線バス
- あさひ交通
- 櫛引町スクールバス（住民混乗）

## 名所・旧跡・観光スポット・祭事・催事
- 天澤寺丸岡城跡[20]
- 黒川能（国の重要無形民俗文化財、1976年5月4日指定）
  - 黒川能の里「王祇会館」
- 横綱柏戸記念館[21]
- たらのきだいスキー場[22]
- 農業体験学習等活動施設 ふるさとむら宝谷 - 1999年4月オープン[23]
- 産直あぐり[24]
- くしびき温泉 U〜Town

## 出身有名人・ゆかりの人物
- 柏戸剛 - 第47代横綱
- 佐藤雄能 - 教育者、鉄道省事務官[25]
- 佐藤正己 - 植物学者、茨城大学名誉教授[26]
- 成田啓之 - 生化学者、山梨大学大学院助教授
- 成田純子 - テレビユー山形アナウンサー
- 前田勝 - 大相撲力士